# 日系ペルー人
日系ペルー人（にっけいペルーじん、スペイン語: peruanos japoneses、英語: Japanese-Peruvians）は、日本人の子孫のペルー人である。ただし、ペルーの日系人と言う場合、日本国籍を有する一世を含むこともある。また、日本等に居住する日本にルーツを持つペルー人のことを指す場合もある。
長らくペルーの日系人口は8万人と言われてきた。しかし、この調査は数十年前に行なわれたものであり、しかも当時ペルー国外に住む日系ペルー人は調査対象とはならなかった上に、日本人と他の国や地域にルーツを持つ人との混血の人たちはあまりカウントされなかった。これらの事実と、その後の日系人の人口増加を勘案すれば、現在の日系人口は数十万に達している可能性がある。

## 歴史

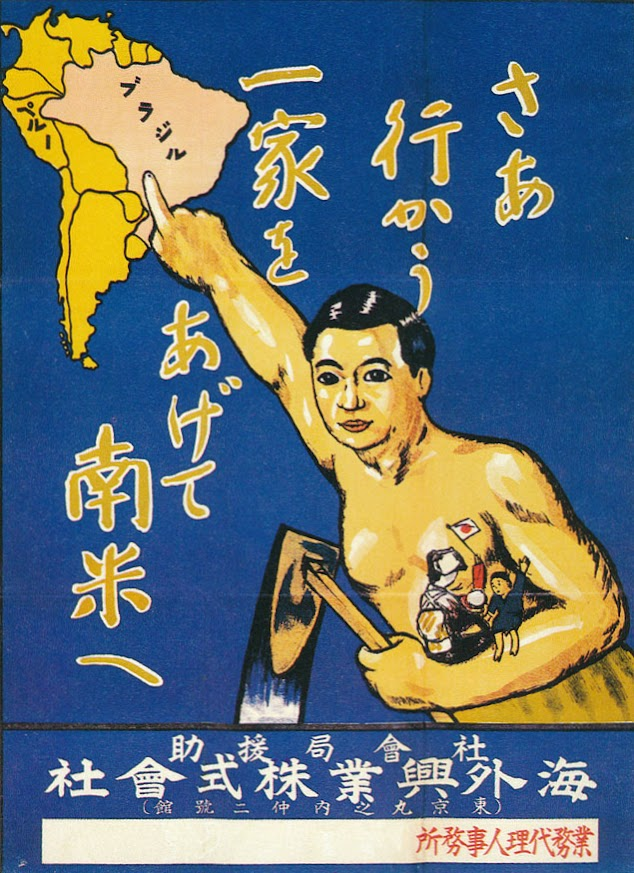
海外興行株式会社による広告。「一家をあげて」とあるが、これはブラジル側が定住労働力確保を目的としていたため

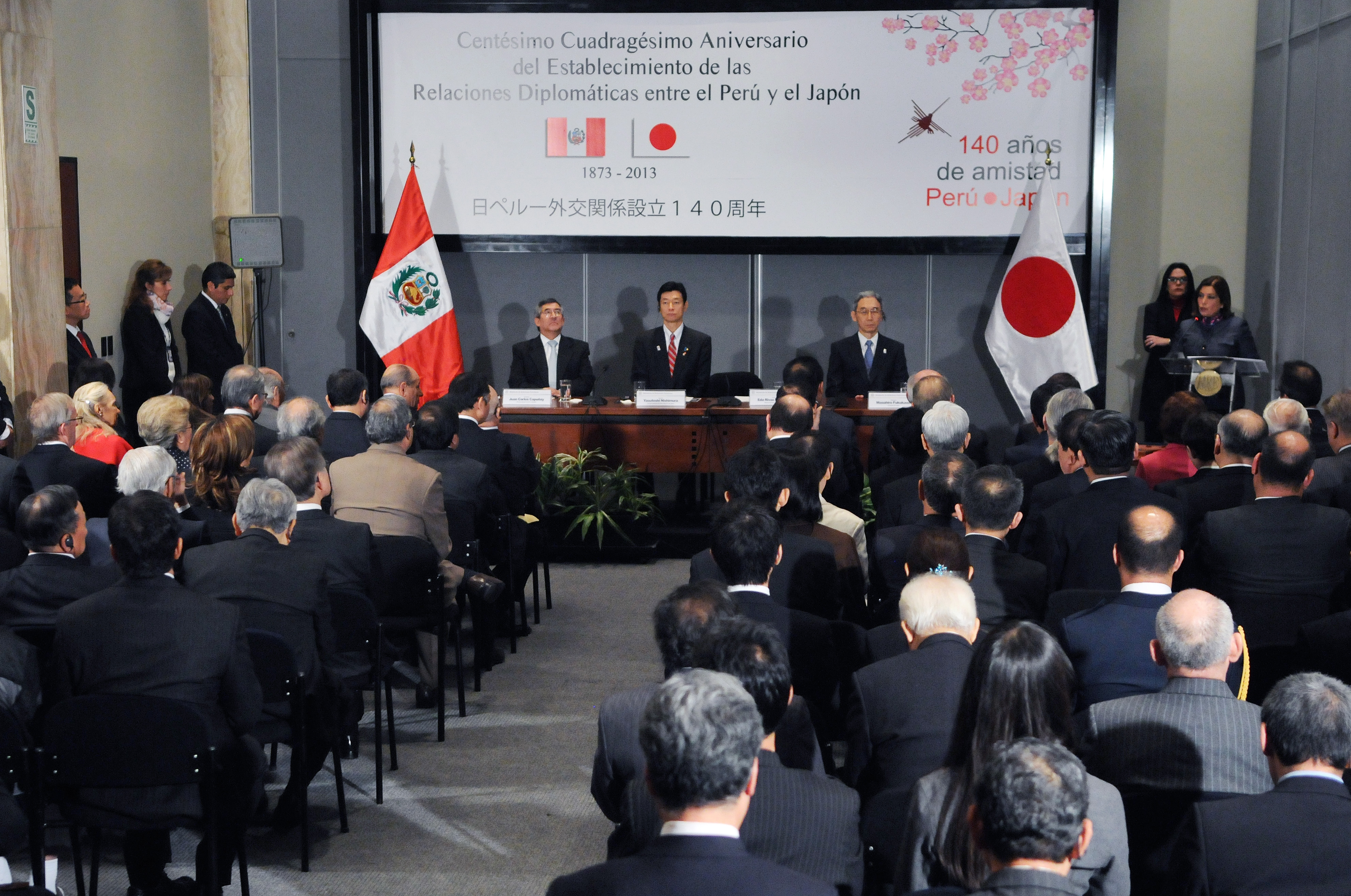
日ペルー外交関係設立140周年.

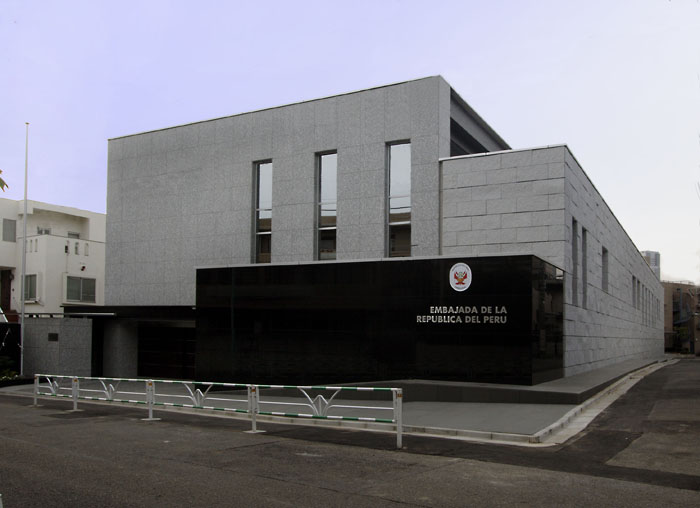
駐日ペルー大使館

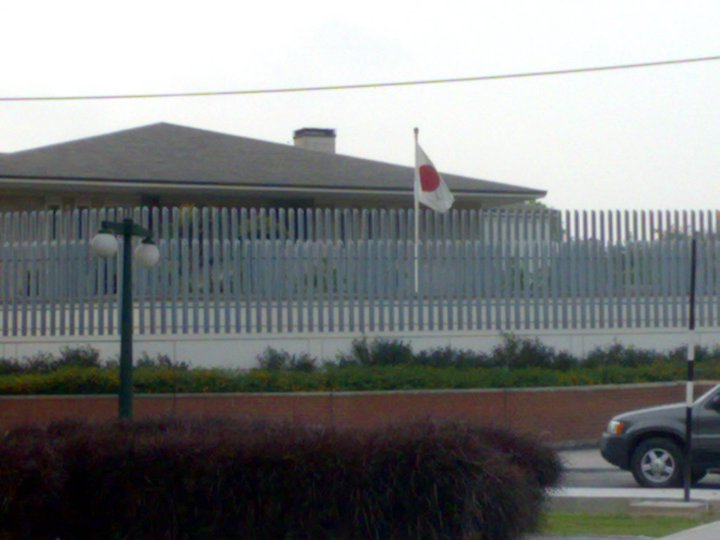
在ペルー日本国大使館

日本人のペルーにおける最古の居住記録は、1614年のリマ市人口調査の20人である。また、1608年（慶長12–13年）に書かれた公証遺言状には日本人「ミゲル・デ・シルバ (MIGUEL DE SILVA)」の名が見える。シルバは通称であり、当該の遺言状には「日本国籍」が明記されている。
ペルー独立の際に、1821年にホセ・デ・サン＝マルティンは独立宣言の中で奴隷制の段階的廃止（新たに生まれる奴隷の子の自由）を宣言し、サン＝マルティンから独立戦争の主導権を受け継いだシモン・ボリーバルもそれを承認する立場にあったが、ボリーバルがペルーを去った後は寡頭支配層と大農園主の抵抗のため、実際の奴隷制廃止は1854年と遅れた。1854年にラモン・カスティーリャが奴隷制を廃止すると、ペルーの太平洋沿い（「コスタ」）の大農園主は労働力不足に苦しむようになり、黒人奴隷の代替としてヨーロッパ諸国からの移民の導入を始めたが、ラテンアメリカに向かうヨーロッパ人の多くは当時飛躍的な経済成長を遂げていたアルゼンチンやブラジル帝国に向かったため、ペルーに定住したヨーロッパ人はごく僅かであった。その結果、ペルーの寡頭支配層はアジアからの移民を求め、1849年に太平洋沿い（「コスタ」）のプランテーション大農園での労働力のために大清帝国から中国人農業労働者の導入が議会で決議された。これにより、後述のマリア・ルス号事件のような問題を起こしたクーリー（苦力）貿易が始まり、25年間の間に約10万人の中国人がペルーに流入し、食事などに大きな影響を及ぼした。
その後、ペルーと日本は1873年（明治6年）8月に日秘修交通商航海仮条約を締結した。これはマリア・ルス号事件をきっかけとして両国が接触を持ったことを直接の原因として条約交渉が惹起したものであり、南米諸国のうち日本と国交を樹立した最初の国はこのペルーであった。
なお、この頃既にペルーには太平洋を漂流中に外国船に救助され、1842年にペルーのカヤオ港に連れて来られた尾張国出身の長吉、十作、亀吉、伊助の日本人4人が暮らしていた。4人のうち、長吉は1860年頃にペルーを離れ、清国経由で帰国したが、十作、亀吉、伊助の3人はペルーに残り、伊助は1877年（明治10年）に故郷の愛知県知多半島の村に手紙を送っている。
1874年にクーリー貿易は廃止されたが、その後もペルーの太平洋沿い（「コスタ」）の大農園主はさらなる労働力を求めた。そのことより、1898年（明治31年）に日本の移民会社である森岡商会が田中貞吉を代理人としてペルーに派遣し、翌1899年（明治32年）に森岡商会を仲介役として日本人のペルーへの集団移民が始まった。790人の日本人がペルーへの最初の移民船である「佐倉丸」で横浜港から太平洋を渡り、同年4月3日にペルーの首都リマに隣接するカヤオ港に到着した。これは南米への集団移民としても最も古いものであり、移住する乗客の内訳は新潟・山口・広島の出身者が多かった（後続の移民では沖縄や九州各県の出身者が増えていく）。
しかし、移住後の日本人には太平洋沿いの大農園における言葉が通じないことによる他の国からの労働者とのすれ違いや働き方や生活習慣の違いのほか、重労働や農園主による相次ぐ賃金の不払いなどといった劣悪な労働環境から、移住者の約4割が入植から数か月足らずで森岡商会の支店があるカヤオ港に戻って来るといった事態が起きた。加えて、マラリアやチフスなどの風土病にも悩まされることとなり、カサ・ブランカ耕地では入植直後から病人が続出、5～6月の間に40人の死者が出て、7月には労働に従事できる状態にあったのは226人中僅か30人という有様だった。風土病や過労による死者は入植から約1年半後の1900年10月までの間に124人にまで膨れ上がった。
そのため、移住者たちは日本の外務省宛に窮状を訴える手紙を送り、外務省は在メキシコ公使館の野田良治書記生を在リマ領事館付にして、野田に各地の入植地への調査に向かわせた。その結果、移住者と農場主側の対立が予想以上に深刻であることが判明し、野田は移住者の全員帰国という結論を出した。しかし、700名近くの移住者を帰国させるだけの船が無く、苦肉の策として、農場主側に待遇の改善を要求し続け、移住者たちにも今の状況を耐えるよう説得するという手段に出た。その結果、農場主側も待遇の改善に乗り出したことに加え、移住者たちもペルーの気候や風土に慣れだしたこともあり、対立は終息へと向かった。そのような中でもペルーへの移民は続き、1923年（大正12年）に移民契約が廃止されるまで17.764人もの日本人がペルーへ移住することとなった。
現地での蓄財に成功した移住者はリマ首都圏に集中し、理容師や雑貨店を営んだ。当初日系人はペルー社会からの信用がなかったため、銀行からの融資を受けられず、事業を興すために日系人同士の間で頼母子講が整備された。1917年にはペルー中央日本人会が結成され、1920年にはリマ日本人学校が創設されるなど次第に日系人の組織化も進んでいたが、特定の職種に集中し、ペルーへの居住を一時的な出稼ぎと捉えて稼ぎの多くを日本に送金し、日系人同士で固まって現地の住民と交流を持つ機会が少なかった日系人は、ペルー社会で反感を買うことになっていった。
こうした事情と共に、1930年代に入り満州事変などの影響によって日米関係が悪化すると、それに伴い親米的なペルーの政府や寡頭支配層にも日系人社会への反感が強まった。反日感情は、日系人内でのトラブルが発端となった古屋事件により一挙に高まり、1940年5月13日から14日にかけてのリマ排日暴動事件が発生し、日系人の経営する商店が次々と襲撃され、その結果216人の日系人が日本への帰国を選択した。1941年12月の真珠湾攻撃によって太平洋戦争が開戦すると、ペルー政府は日系人の集会の禁止と日本語新聞の発行禁止、日系人の資産の凍結措置と共に、アメリカ合衆国の要請に応じて約2,000人の日系人を北米の強制収容所に送った（日系人の強制収容）。中南米の日本人移民は、1941年12月の真珠湾攻撃の直後から、当事国の親米政権により次々と逮捕され、米国の強制収容所に送られたが、中南米から米国の強制収容所に送り込まれた日系人の大半が、ペルーの出身である。
第二次世界大戦後、ブラジルの日系社会と同様に、ペルーでも「勝ち組」と「負け組」の抗争が繰り広げられた。そのような中で、1950年に太平洋クラブが結成され、1955年にはペルー中央日本人会が復活した。その後ペルー中央日本人会は1984年にペルー日系人協会に発展解消した。
1990年に既存政党への失望から、既存勢力との関係を持たない「チーノ」（本来は中国人の意味であるが、ペルーでは東洋人や一重の人全般を表す表現）であることを謳ったアルベルト・フジモリの率いた変革90が大統領選挙に勝利し、フジモリは大統領となった。フジモリは「フヒ・ショック」と呼ばれる新自由主義政策や、テロ組織センデロ・ルミノソを壊滅に追いやったことなどにより、アラン・ガルシアが傾けたペルーの社会を立て直すと、ペルー社会において日系人の存在感は飛躍的に上昇した。しかし、フジモリ失脚後にフジモリ政権の閣僚の汚職が明らかになると、「誠実、勤勉、テクノロジー」と日系人を表したポジティブなイメージは傷つくことになった。
2011年6月15日、アラン・ガルシア大統領は、第2次大戦中に日系人を米国の強制収容所に送り込んだ事実について、「1941年に子どもを含めた日系人数千人が、いわれもなく逮捕され、不法に拘束された。無法者たちはあなたがたの家や会社を略奪し、財産をわが物にした。本日、ペルーの大統領として、日系人の人権と尊厳を踏みにじったゆゆしき事実について謝罪する」と正式に謝罪した。

## 言語
三世以降の日系人の日本語能力は高くなく、多くの日系ペルー人は主にスペイン語を話す。

## 移住

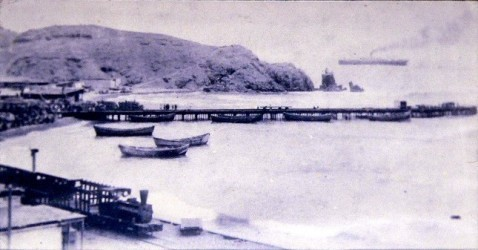
「佐倉丸」。790人の移民をペルーへ運んだ。

ペルー経済の長い停滞により、1980年代後半から日本やアメリカ合衆国へ労働移住（日本へは "Dekasegui"）をした人が多い。2012年12月31日現在、日本では49.483人のペルー国籍者が在留外国人となっている。それは日本国内ではブラジル（ブラジル国籍は193,571人）に次ぎラテンアメリカ第2の在留人口である。平成22年時点で日本永住者も3万人を越えつつある。
ペルーは近年、出稼ぎの送り出し国として知られている。1980年代のインフレや長引く不況、それに伴う高失業率や左翼ゲリラのテロ等によって、多くのペルー人が安定した仕事を求めてアメリカをはじめ、スペインやアルゼンチン等に移民している（海外に居住しているペルー人は合計で200万人を超える）。そして、前述の通り日本にも1990年の入管法改正を機に多くの日系人がペルーよりやってくることとなった。合計10万人とされているペルー日系社会のその半分が（2011年12月現在52.842人の登録者）日本で生活している。この数字は疑問視されているが、理由として多くの「偽装日系人」として日本に入国した人の一部が「在留特別許可」という手続によって正規のビザを取得している場合と日系ペルー人が日本で出生した子弟（年間平均500人）も含まれているためである。

## 著名な日系ペルー人
著名な日本のペルー人は、次の通り。

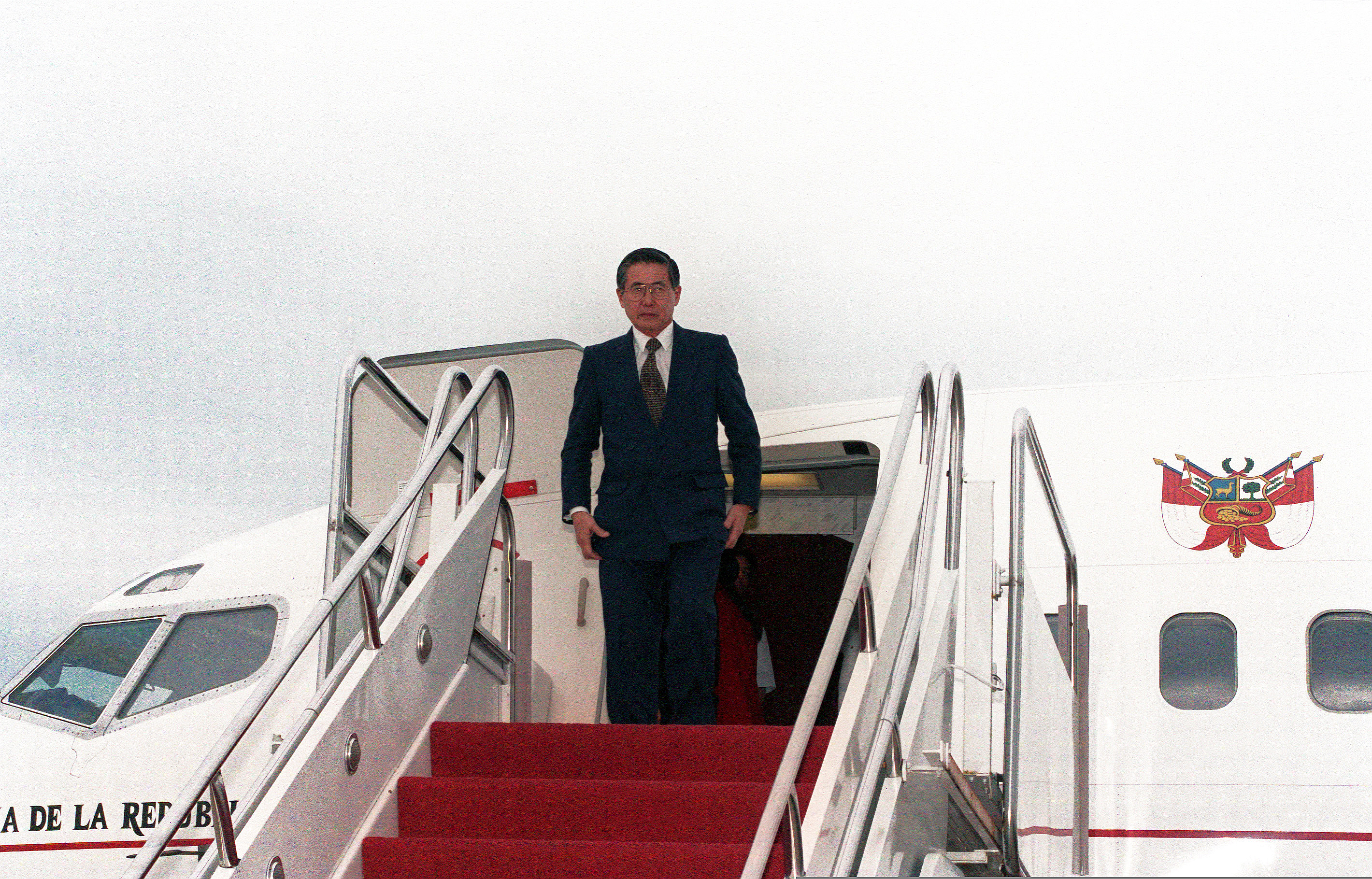
アルベルト・フジモリー1990年からのペルーの大統領 1988年

- エルネスト・アラカキ - ペルーのサッカー選手
- オルガ安里 - ペルーのアスリート
- ビクトル・アリトミ（スペイン語版） - 駐日ペルー大使
- アルベルト・フジモリ - ペルーの政治家、ペルーの元大統領
- ケイコ・フジモリ - ペルーの政治家、国会議員
- ケンジ・フジモリ - ペルーの政治家、国会議員、実業家
- サンチアゴ・フジモリ - ペルーの政治家、下院議員
- サンドラガマラ平敷 - ペルーの作家
- ビクターガルシア斗真（スペイン語版） - ペルーの司法長官
- 原田アンジェリカバスケス - ペルーの民俗歌手
- エリカ林田 - ペルーのゴルファー
- エリカ・ナカソネ - ペルーの画家・ヴィジュアルアーティスト
- アウグスト比嘉（スペイン語版） -ペルーの作家
- ハイメ比嘉 - ペルーの作家
- ハイメ・ヨシヤマ - ペルー鉱業相、交通相、制憲議会議長
- リカルド比嘉Uyehara - 唯一の日系ペルー人闘牛士
- オズワルド樋口 - ペルーの作家
- スサーナ・ヒグチ（スサーナ樋口） - ペルーの元議員
- カルロス千代照平岡（スペイン語版） ペルーの実業家、政治家
- ホルヘ・ヒラノ - ペルーのサッカー選手
- フェルナンド岩崎（スペイン語版） - ペルーの作家
- ゴンサロ岩崎 - ペルーのプレゼンター
- クリスチャン・コバシガワ  - ペルーのパイロット
- 小西紀郎（英語版） - ペルーの日本料理人
- アーサーKubotta - ペルーの作家
- ヘラルドMaruy - ペルーの実業家、元アスリート
- ホアキンMaruy - 農業の元副大臣
- アルド宮代（スペイン語版、英語版） - ペルーの劇作家
- アウグスト宮代（スペイン語版、英語版） - ペルーの実業家、チョリヨス市長
- ドリス・モロミサト（スペイン語版） - ペルーの作家
- ホセ・ペレーダ丸山（スペイン語版） - ペルーのサッカー選手
- ルイジ・二階堂 - ペルーのサーファー
- アンジェリカ佐々木 - ペルーのシェフ
- スージー佐藤 - ペルーのジャーナリスト
- ペドロ誠司安里（スペイン語版） - ペルーのクラシックの作曲家
- ヴェナンシオ・シンキ（スペイン語版、英語版） - ペルーの画家
- アルベルト城間 - 歌手。沖縄発のバンド「ディアマンテス」のメンバー。
- アルド城間ウザ - ペルーの作家
- ダビド・ソリア・吉成 - サッカー選手
- ハビエル・ソリア・吉成 - ペルーのサッカー選手
- ウンベルト・スギミツ（スペイン語版） - ペルーのビリヤード選手
- ルイス・ヌニェスAbelardo高橋 - ペルーの歌手
- アキオ・タマシロ（スペイン語版、英語版）（玉城昭夫） - ペルーの空手世界ランカー
- マルティン田中 - ペルーのアナリスト
- エドワードTokeshi Namizato（英語版） - ペルーの作家
- ティルサ・ツチヤ - ペルーの画家
- ホセ・ワタナベ（スペイン語版、英語版） - ペルーの詩人
- ラファエル・ヤマシロ（ラファエル山城） - ペルーの政治家、ペルーの下院議員
- セサールYchikawa（スペイン語版、英語版） - ペルーの歌手
- ロジータYimura - シェフ、ペルーの実業家
- 森岡薫 - 日系3世のフットサル選手。2012年に日本に帰化。
- Yasubei榎本 - 格闘家（国籍は出生地且つ母親の出身国のスイス連邦であり、ペルー国籍は有していない。）
- フィリップ・エノモト - 格闘家（国籍は出生地且つ母親の出身国のスイス連邦であり、ペルー国籍は有していない。）